# Pterostichus placerensis
Pterostichus placerensis är en skalbaggsart som beskrevs av Thomas Casey. Pterostichus placerensis ingår i släktet Pterostichus och familjen jordlöpare. Inga underarter finns listade i Catalogue of Life.